# Cabeço da Canzana
O Cabeço da Canzana é uma elevação portuguesa localizada no concelho das Lajes do Pico, ilha do Pico, arquipélago dos Açores.
Este acidente geológico tem o seu ponto mais elevado a 763 metros de altitude acima do nível do mar. Junto a esta formação montanhosa nasce a Ribeira da Faia e a Ribeira Ruída e encontra-se o Cabeço do Leitão.